# Burg Plau
Die Burg Plau, auch Schloss Plau genannt, war eine Niederungsburg auf der Westseite des Plauer Sees in Mecklenburg. Außer dem Burgturm, dem Wall und Resten von Wallmauern sind von der ursprünglichen Anlage kaum noch Reste vorhanden.

## Das Schloss Plau 1287 bis 1448
Die Gründung eines schlossartigen „fürstlichen Hauses“ am nordöstlichen Rand der Plauer Altstadt geht auf den seit 1283 regierenden Nikolaus II. von Werle zurück. Die Ersterwähnung erfolgte auf einer hier ausgestellten Urkunde vom 6. Mai 1287, wo ausdrücklich auf das gerade fertiggestellte Schloss Bezug genommen wird: „… in castro Plawe, tempore prime fundationis eiusdem castri“. Bereits im Vorfeld der Errichtung gab es offensichtlich Zwistigkeiten zwischen dem Fürsten und der Stadt, die einen Teil ihres Stadtgebietes mit mehreren Häusern dafür hergeben musste. 1288 erfolgte die Aussöhnung; für erwiesene Kränkung zahlten die Plauer eine empfindliche Strafe. Im Gegenzug bestätigte Nikolaus II. die Stadtrechte und sicherte seine Unterstützung zu, die bislang überwiegend aus hölzernen Palisaden bestehende Stadtbefestigung durch eine massive Stadtmauer zu ersetzen. Ein Vogt ist mit Johannes Koß bereits 1273 genannt, Lisch vermutet jedoch in dem 1303/04 genannten Vogt Johannes (Henning) von Plau den Erbauer des Schlosses.
Nikolaus II. verpfändete seinen Plauer Besitz von 1293 bis 1295 an den Ritter Hermann Ribe, dann bis 1298 an Wizlaw II., Fürst von Rügen. Nach seinem Tod fiel der Besitz 1316 an seinen Bruder Johann II. (Werle), 1337 an dessen Sohn Nikolaus III. (Werle) Zu Johanni 1356 verpfändeten er und sein Bruder Bernhard II. (Werle) Schloss, Stadt und Land Plau an Herzog Albrecht II. (Mecklenburg) In einer kriegerischen Auseinandersetzung mit Herzog Erich II. von Sachsen-Lauenburg nahm dieser am 24. August 1358 die Schlossanlage ein. Der Friedensschluss erfolgte schon im Oktober des Jahres, aber erst am 31. März 1359 löste Albrecht II. gegen 200 „löthige Mark“ den Besitzanspruch Erich II. aus. Am 2. Juni 1361 unterverpfändete Albrecht II. das Schloss Plau an die Ritter Heinrich von Stralendorff, Otto von Dewitz und den Knappen Danquardt von Bülow. In der Folge blieb das Schloss bis zur Entsagung derer von Bülow im März 1403 in deren Pfandbesitz.
Mit Vertrag vom 8. Mai 1442 erwarb Herzog Heinrich IV. (Mecklenburg), der nach dem Aussterben der Herrschaft Werle 1436 nach Vereinbarung mit seinen Miterben Johann III. von Mecklenburg-Stargard und dessen Vetter Heinrich von Mecklenburg-Stargard das Land wieder vereint hatte, von der Stadt Plau einige Ruten Land, um den nach Norden hin gelegenen Burggraben zu erweitern.

## Die Burg Plau 1448 bis 1538
1448 beauftragte Herzog Heinrich IV. seinen bisherigen Vogt in Stavenhagen Lüdeke Hahn (Ludolf III. Hahn, † 17. März 1480) mit dem Ausbau der Schlossanlage zu einer wehrhaften Burg. Anlass zu dieser Maßnahme gaben die zahlreichen Raubüberfälle aus der nur wenige Kilometer südlich der Stadt gelegenen Mark Brandenburg. Berüchtigt waren die Raubzüge der Brüder Dietrich und Johann von Quitzow.
Am 30. Mai 1448 trafen sich der Herzog und Lüdeke Hahn in Plau zu einer Besichtigung und Bauabsprache. Die Übergabe von Schloss und Land Plau an Hahn als neuen Vogt erfolgte am 24. August. Ein Jahr später war der Bau so weit fortgeschritten, dass Lüdecke Hahn am 21. Oktober 1449 seinen Wohnsitz auf der Burg nehmen konnte. Aus der ersten Bauphase stammt auch der bis heute erhaltene Burgturm.
Nach Fertigstellung der Burganlage wurde Lüdeke Hahn am 13. Januar 1463 mit einer herzoglichen Schuldverschreibung über die Restsumme von 1.600 Lübische Mark abgefunden und kehrte auf seinen Stammsitz nach Basedow (Mecklenburg) zurück. Ein Jahr später, am 16. Februar 1464, überließ Heinrich IV. die Burg Plau für zunächst sechs Jahre seinen ältesten Söhnen Albrecht VI. (Mecklenburg) und Johann VI. (Mecklenburg). Bereits wenig später, am 4. Juni 1464, versicherte Herzog Heinrich (Mecklenburg-Stargard), der 1436 Miterbe des Werleschen Besitzes geworden war, seiner dritten Ehefrau Margarete ihr Leibgedinge, wozu die Burg Plau als ihr späterer Witwensitz (1466–1471) gehören sollte.

## Weinanbau 1507 bis 1571

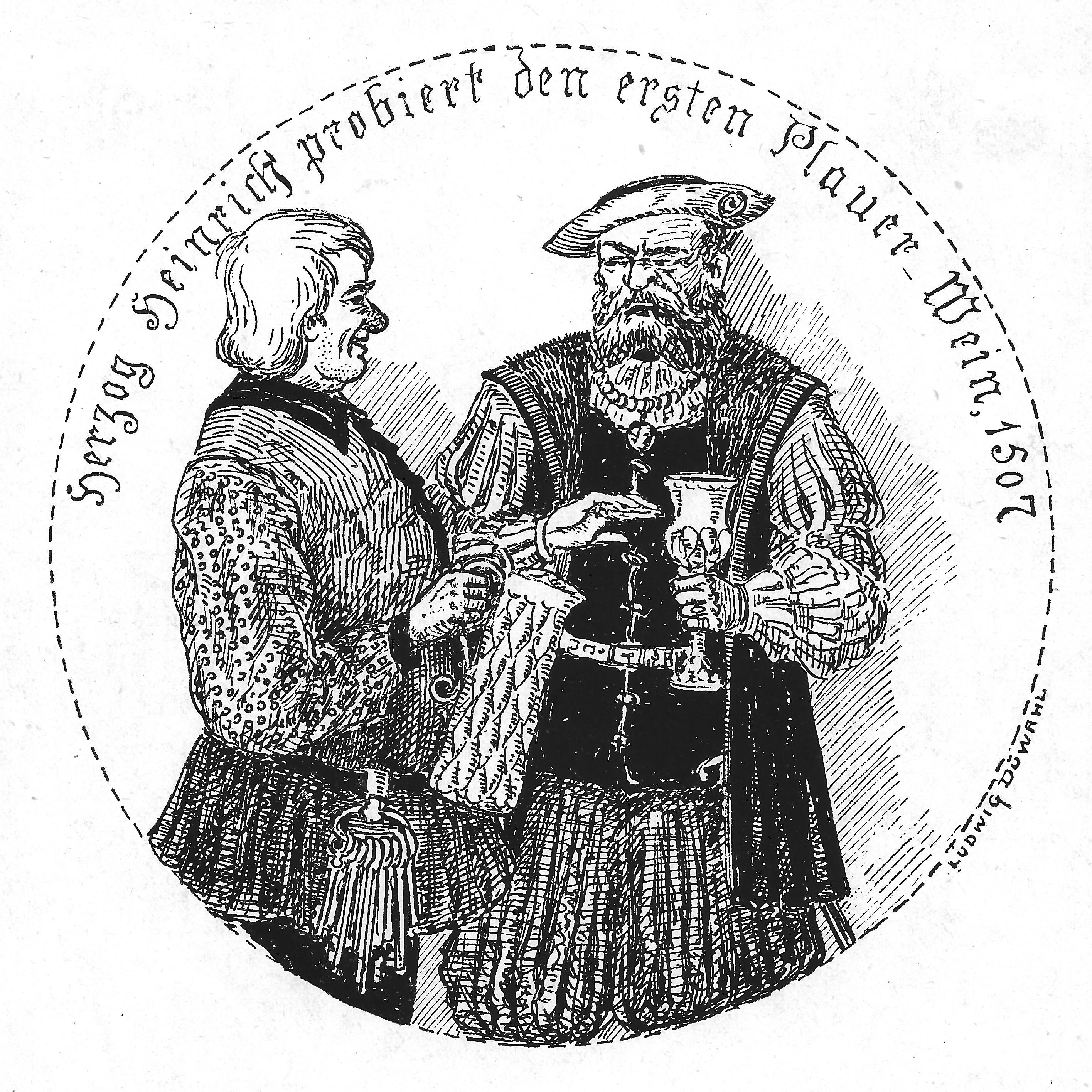
Weinprobe (Zeichnung: Ludwig Düwahl)

Am 28. Juli 1507 bestellten die gemeinsam regierenden Herzöge Heinrich V. (Mecklenburg)  und Erich II. (Mecklenburg) Hans Peetz (auch Pietsch) zum Winzerdiener und begründeten damit den Weinanbau in Plau. Der von diesem angelegte Weingarten befand sich nördlich der Burganlage und war durch einen noch erhaltenen Gang unter dem Wall und Überschreiten einer Brücke über den Burggraben zu erreichen. Im November 1508 wurde Peetz nach Franken geschickt, um dort Rebstöcke einzukaufen. Im Jahr 1511 erhielt Paul Khune (auch Köne) seine Anstellung als zweiter Winzer, Peetz stieg zum „Weinmeister“ auf. Der Weinanbau wurde, nachdem die Stadt Plau am 27. Dezember 1513 einen „Ort Feldes“ am Südwesthang des Klüschenberges gegen Teilnahme an der öffentlichen Weidemast auf dem Reppentiner Feld abgetreten hatte, an diesen dafür günstigeren Standort verlegt. 1527 wird Khune als „Weinmeister“ genannt, ihm folgt 1532 Hans Brandenburg. 1571 endete der letztendlich erfolglose Weinanbau. Die Rückabwicklung des 1513 geschlossenen Vertrages mit der Stadt zog sich noch bis 1767 hin.

## Die Festung Plau 1538 bis 1650
Herzog Heinrich V. schloss am 1. Mai 1538 mit dem Maurer Wulf Krebel einen Vertrag zur Erbauung eines neuen Tor- und Büchsenhauses nach Plan des Baumeisters Gabriel Wulf zu Boizenburg. Die notwendigen Steine wurden durch den Abbruch der St. Georgenkapelle vor den Toren der Stadt gewonnen. In den folgenden Jahren erfolgte der weitere Ausbau der Burg zu einer bedeutenden Festung; es wurden unter anderem die Brustwehren erhöht, die Mauern verstärkt und der nördliche Wassergraben vertieft. Gleichzeitig erfolgte nach Vertrag vom 7. September 1541 durch den eigens hierzu angestellten „Wasserkünstler“ Diedrich Bergmann die Anlegung eines Festungsgrabens zur Stadtseite (westlich und südlich) hin, der die Anlage faktisch zu einer Insel machte. Zum nördlichen Stadttor (Burgtor) hin erfolgte der Bau einer Zugbrücke noch innerhalb der Stadtmauer. Mit dem Aushub erhöhte man gleichzeitig den Wall erheblich. Mit Ludwig Wichtendal wurde ein erfahrener Rotgießer, Büchsenmacher und Waffenmeister auf die Festung Plau berufen. 1543 war Lüdecke von Maltzahn auf Burg Grubenhagen beauftragt, für die Verstärkung der Burgmauern zu sorgen. 1550 hatte die Festung neben dem Hauptmann einen Waffenmeister, einen Wachtmeister und 10 Landsknechte Besatzung. Hinzu kam sicher noch Hilfspersonal wie Knechte und Mägde. Die Burg zu Plau wurde schließlich die erste herzogliche Landesfestung.
Als Heinrich V. am 6. Februar 1552 starb, ließ sein Neffe Johann Albrecht I. von Mecklenburg-Güstrow die Festung Plau von seinem Getreuen Werner Hahn auf Basedow besetzten. Es folgte ein erbitterter Erbstreit mit seinem Bruder Ulrich, der erst 1556 mit dem „Ruppiner Machtspruch“ endete. Land und Festung Plau fielen an den Erbteil Ulrichs. 1582 wird bemängelt, dass durch die lange Friedenszeit der Dienst auf der Festung vernachlässigt werde. Der Herzog erlässt daraufhin eine „Ordnung über den Friedensdienst“.
Nachdem 1611 Herzog Johann Albrecht II. die Alleinherrschaft über Mecklenburg-Güstrow erhalten hatte, widmete er sich auch der zugehörigen Festung Plau. 1612 ließ er einen Pulvermacher anstellen und die Außenmühle an der Elde zur Pulvermühle umbauen. 1615 erfolgte die Anstellung eines Wallmeisters, um die vernachlässigten Wehranlagen wieder instand zu setzen. Am 20. April 1617 wurden Amt und Festung an den Landmarschall Andreas Buggenhagen und zu Antoni 1625 an Landrat Gregor Bevernest (~1578–1636) auf Lüsewitz verpfändet.

## Dreißigjähriger Krieg

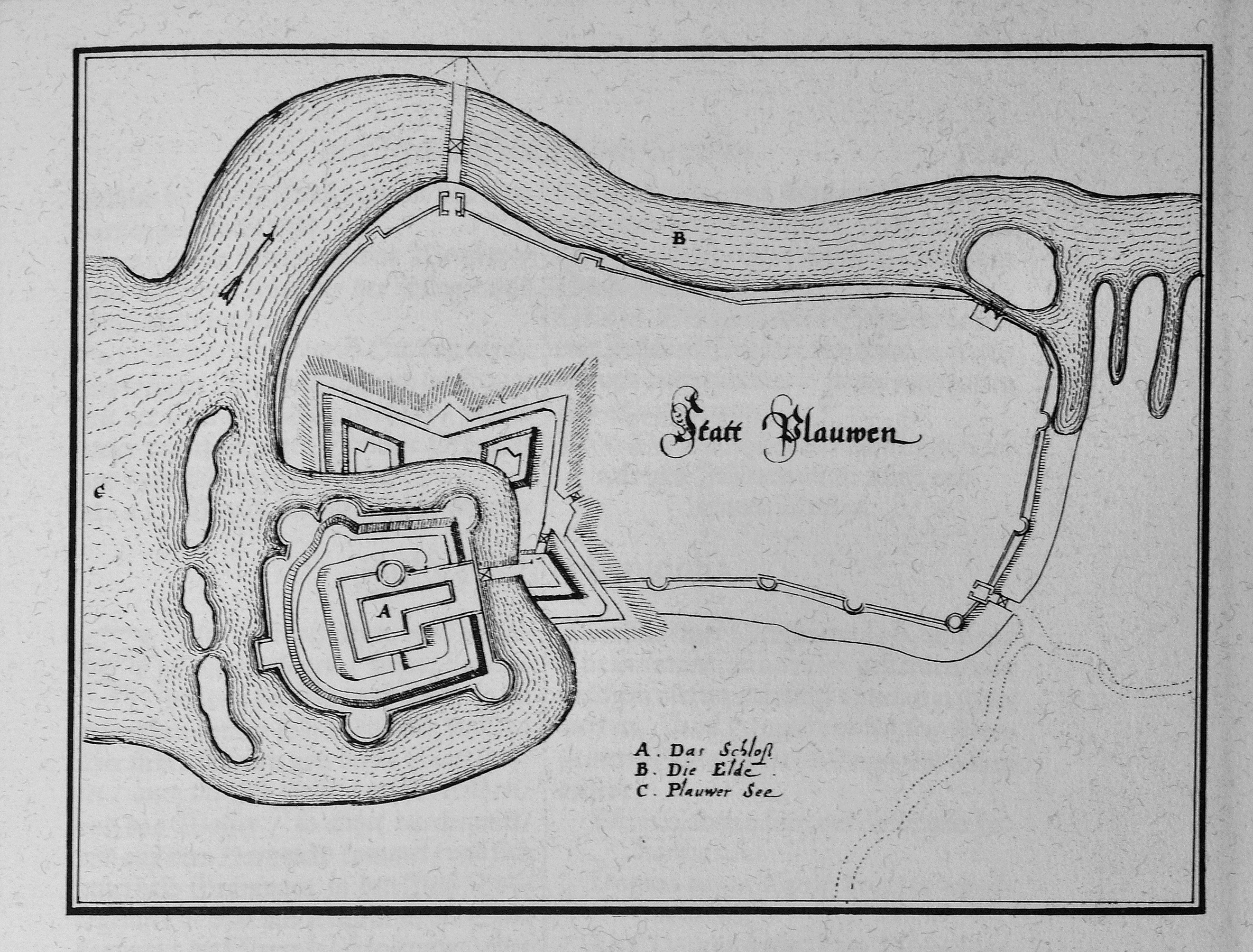
Grundriss nach Merian

Ab 1625 wurde Mecklenburg zunehmend in das Geschehen des Dreißigjährigen Krieges hinein gezogen. Im Winter 1626/27 lag eine Kompanie dänischer Reiter für 24 Wochen in Stadt und Festung Plau (vgl. Dänisch-niedersächsischer Krieg). Am 9. und 10. August 1627 rückten drei Kompanien kaiserlicher Truppen in Plau ein und nahmen die Festung ein. 300 Mann „Kayserliches Fußvolk“ unter dem Obristen Rudolph Freiherr von Tiefenbach nahmen den kommenden Herbst und Winter Quartier und mussten von den Einwohnern versorgt werden. Es war dies die erste von insgesamt acht Belagerungen. Gregor Bevernest musste, obwohl er dem von Wallenstein, der von 1628 bis 1631 als Albrecht VIII. Herzog zu Mecklenburg war, berufenen (kaiserlichen) Rat angehörte, seinen Pfandbesitz am 10. Juli 1629 abtreten. Für die Plauer Einwohner begann eine unglaubliche Leidenszeit. Am 19. September lag das ganze Regiment des Generals Gottfried Heinrich zu Pappenheim vor der Stadt. Es folgten nur wenig später die 500 Mann starken Truppen des Obristen Heinrich Johann Guyard Freiherr von Saint Julien, Graf von und zu Walsee (1590–1642). Das am 29. November 1629 durchziehende Regiment des kaiserlichen Generals Federigo Savelli brachte schließlich die Pest mit in die Stadt, die im darauf folgenden Jahr an die 600 Opfer (von ca. 1500 Einwohnern) forderte. Die Festung steht durchgehend unter kaiserlicher Besatzung.
Am 30. Juni 1631 rückten schwedische Truppen in die Stadt und begannen die Festung zu belagern. Dazu wurde auch Geschütz auf den Kirchturm geschafft, um die kaiserliche Besatzung durch Beschuss zu vertreiben. Der kaiserliche Hauptmann Horchhammer ließ daraufhin die Stadt (das Burgtorviertel) in Brand setzen; er verteidigte die Festung verbissen. Erst die zur Verstärkung der Schweden gerufenen schottischen Truppen des Obristen Robert Munro of Obsdale (1601–1680) vom Regiment MacKay brachten Erfolg; nach Zusicherung freien Geleits verließen die kaiserlichen Truppen die Festung. Am 26. Juli bezog ein aus Franzosen bestehendes schwedisches Regiment für einen Monat in der Stadt Quartier. Am 9. August setzte der wieder in sein Land zurückgekehrte Herzog Johann Albrecht II. seinen Getreuen Rickwan von der Lancken vorübergehend als Hauptmann der Festung ein. Ab 7. Oktober 1631 durfte auch Gregor Bevernest seinen Pfandbesitz von Amt und Festung wieder übernehmen. Im Februar und März 1632 bezogen erneut schwedische Truppen Quartier und mussten von den Einwohnern versorgt werden. Nachdem alle kaiserlichen Truppen aus dem Land getrieben waren und die Schweden gegen Süden zogen, konnten die Herzöge ihr Land wieder eigenständig regieren. Es begann eine Zeit trügerischer Ruhe vom Kriegsgeschehen. Die Festung lag fast verwüstet und wurde auf Befehls des Herzogs wieder instand gesetzt. Am 28. Oktober 1635 rückten jedoch erneut schwedische Truppen auf dem Rückzug unter Feldmarschall Johan Banér in Stadt und Festung ein. Sie plünderten alles, was ihnen in die Hände kam und verschanzten sich. Bevernest, der die Festung an die Schweden übergeben musste, fiel darüber bei Herzog Johann Albrecht II. in Ungnade und wurde „gefänglich eingezogen“; er starb im Juni oder Juli 1636.
Am 12. November 1635 nahmen kurfürstlich-sächsische Truppen unter dem Kommandanten Caspar Haschitz die Stadt Plau ein und eroberten die Festung im Sturmangriff am 15. November. Kommandant wurde Johann Caspar von Rohrscheidt, der am 3. Oktober 1636 die Festung wiederum den Schweden unter Kaspar Kornelius Mortaigne de Potelles übergeben musste. Es folgten Truppen von Erasmus Freiherr von Platen-Hallermund (1590–1663) und das ganze Regiment des Obersten Gustav Gustavson. Für die Plauer war es erneut eine außergewöhnlich harte Leidenszeit; allein für das Jahr 1636 berichtet die Chronik von 13 Plünderungen durch kaiserliche und 2 Plünderungen durch schwedische Truppen. „Viele Einwohner verlassen diesen gleichsamen Kerker und Nothstall und fliehen ins weite Elend, so daß das Städtlein fast menschenleer geworden.“
Im Herbst 1637 vertrieben wiederum die Kaiserlichen die Schweden. Unter dem Hauptmann Erasmus Warasiner konnten diese sich bis Ende Juli 1639 mit 270 Personen „Kriegsvolk“ behaupten. In dieser Zeit ließ Warasiner die Wehranlagen weiter verstärken und erweitern. Er ging so weit, den Befehl auszugeben, zur Gewinnung von Baumaterial den Turm der Plauer Marienkirche abzutragen. Dies konnte der im kaiserlichen Hauptquartier Grabow anwesende General Matthias Gallas am 25. April 1638 mit einem Gegenbefehl im letzten Moment abwenden; jedoch ließ Warasiner dafür 50 Häuser niederreißen, 50 Einwohner und 5 Gespanne wurden dafür in Fronleistung genommen. Am 23. Juli 1639 waren es schwedische Truppen unter Obristlieutenant Peder Lindormsson Ribbing, Freiherr von Zernava (1606–1664) die die Festung erneut belagerten und Hauptmann Warasiner am 5. August zur Aufgabe zwangen. Kommandant wurde bis zum 14. April 1642 der in schwedische Dienste getretene mecklenburgische Hauptmann Ulrich Reppenhagen, nach ihm die schwedischen Majore Erich Turssohn und Christoph Trapman. Letzterer übergab am 18. August 1650 die Schlüssel zu Festung und Stadttoren dem herzoglichen Kanzleirat Joachim von Nessen (1596–1668), der die Festung nun wieder in herzoglichen Besitz nahm. Der Zustand der Bauten und Befestigungen war zu diesem Zeitpunkt bereits sehr heruntergekommen. Als der unter Vormundschaft seiner Mutter stehende Herzog Gustav Adolf die Wachtruppen am 3. Januar 1651 abziehen ließ und die Stadtschlüssel dem Magistrat übergab, begannen die Plauer Bürger sogleich, die vor der Festung, aber innerhalb der Stadtmauer gelegenen Palisaden und Bastionen herunter zu reißen, was ihnen den Unmut des Herzogs einbrachte.

## Nach dem Dreißigjährigen Krieg
Ohne militärische Bedeutung stand die Festung seit 1651 fast menschenleer. Die bereits während des Krieges beschlossene Schleifung der Anlage kam zunächst nicht zur Realisierung. Am 10. März 1657 befahl der Herzog erneut die Zerstörung und bestellte auch eine Kommission zur Ausführung derselben, allein die Unruhen des schwedisch-polnischen Krieges mit dem Durchzug zahlreicher plündernder polnischer und brandenburgischer Truppen durch Mecklenburg, sowie die katastrophalen Verhältnisse in der Stadt Plau, die zu diesem Zeitpunkt (1649) lediglich noch 238 Einwohner hatte, ließen das Vorhaben scheitern. Nach dem Frieden von Oliva (3. Mai 1660) begann der bis 1668 dauernde Abriss eines Teiles der Befestigungsanlagen und Gebäude. Prinz Christian Ludwig fand bei einer Besichtigung 1715 noch Reste vor und berichtete: „Was das Schloss Plau und dessen Bau anbelangt, so ist solches einer rechten Mörderhöhle ähnlich. Es muss alles rasiret und der Erden gleich gemacht werden. Die Mauern sind 14 Fuß dick und alle von Feldsteinen, welches ein rechts spectacul ist. Wenn man über die elende und gefährliche Brücke ins Schloss fahren will, muß man erst unter einem niedrigen und finstern Gewölbe von 70 Schritt lang durch passiren, wofür Einem recht grauet. Ich glaube, daß kaum mit 50.000 Taler es könne so erbauet werden, daß E.F.D. allda mit Vergnügen leben könnten.“ So ging man nun auch daran, die äußere Ringmauer mit den Resten der kleinen Wachtürme, das Torhaus mit dem Torgewölbe und auch die Ruine des Zeughauses abzutragen und zu beseitigen. Erhalten blieben bis heute Teile der inneren Wallmauern und der Burgturm.
Das Amt Plau war nach dem Konkurs der Vorpächterfamilie Bevernest 1658 von deren Gläubigern in Anspruch genommen worden. 1670 folgte die Verpfändung an den Hamburger Kaufmann Johann Erlenkamp (1606–1681), der Kontrakt wurde mit seinen Söhnen Hans Heinrich von Erlenkamp († 1697) und dem späteren Plauer Amtmann Ernst von Erlenkamp (1665–1718) bis 1710 verlängert. Nach diesen erhielt der braunschweig-lüneburgische Geheimrat Joachim Christoph Stisser von Wendhausen den Pfandvertrag und nahm seinen Wohnsitz auf Schloss Plau. Wendhausen starb am 11. Oktober 1724 in Plau, die Erben hielten den Pfandbesitz noch bis 1745. Zwischenzeitlich waren das Amt Plau und die Ämter Wredenhagen, Marnitz und Eldena seit 1735 in preußischen Pfandbesitz gelangt. Von diesen erhielt der vormals Hauptmann in dänischen Diensten Jägermeister Gottlieb Heinrich von Brandt († 1770) auf Burg Wredenhagen als Amtmann zu Plau (seit 1749) und Pächter der Ämter Plau und Wredenhagen (seit 1754), sowie bis 1783 dessen Gläubiger das Amt Plau unterverpfändet. Der preußische Pfandbesitz endete 1787.
Im Jahr 1787 setzte Herzog Friedrich Franz I. in Plau mit Carl Friedrich Schnell (1758–1821) einen herzoglichen Amtssekretär ein. 1802 erhielt Schnell die Anwartschaft auf die Postmeisterstelle, die er 1807 nach dem Tod des Amtsinhabers Carl Georg Rosenow (1741–1807) antrat. Als Schnell 1810 wegen Verlegung des Domanial-Amtssitzes nach Goldberg seinen Posten als Amtssekretär verlor, wurde ihm als Entschädigung der „wüste Amtsplatz“, das alte Burggelände, in Erbpacht übertragen. Sein Sohn Carl Christoph Schnell (1801–1876) erhielt 1818 zunächst die Stellung eines Postsekretärs. Als Vater Schnell 1821 starb, war sein Sohn noch zu jung, um ihm als Postmeister im Amt nachzufolgen. 1826 erhielt er schließlich die Postmeisterstelle in Plau. Er bezog noch im gleichen Jahr das 1820/21 von seinem Vater auf den Fundamenten des ehemaligen Zeughauses erbaute neue Postmeisterhaus. Auf dem Gelände der ehemaligen Festung wurde nun eine Poststation eingerichtet. 1831 wurden von hier aus tägliche Postlinien nach Krakow am See, Malchow, Meyenburg und Parchim (dorthin zweimal täglich) gefahren. Sechs Postillone und 16 Postpferde standen in Dienst der Station. Mit dem Ausbau der Poststation erfolgte die Errichtung weiterer neuer Gebäude, hauptsächlich Stallungen und Scheunen, da Familie Schnell gleichzeitig auch eine Landwirtschaft auf bis zu 40 Hektar betrieb. Spätestens 1883 wurde mit dem Verkauf des Geländes an einen Ackerbürger die Poststation verlegt und die Anlage nur noch landwirtschaftlich genutzt.

## Heutige Nutzung

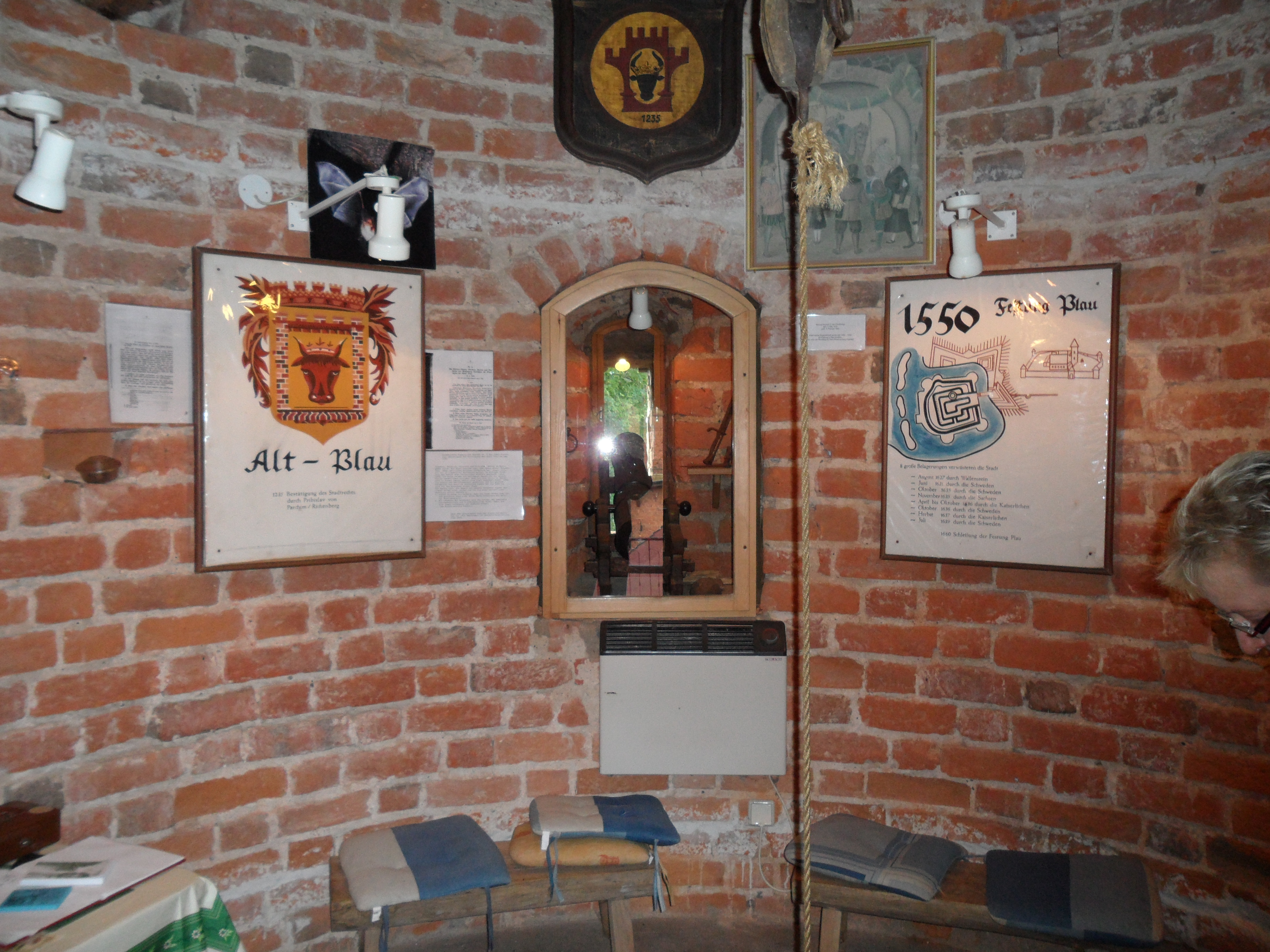
Im Burgturm

Auf Anordnung des Rates des Kreises Lübz legte man im Juni 1952 im Burghof eine Schweinemastanlage an, die wegen massiver Abwasserprobleme Ende 1953 verlegt werden musste. Das Hauptgebäude war seit 1945 übergangsweise Rathaus und ist in der Folge zu einer Außenstation des nahe gelegenen Plauer Krankenhauses mit 35 Betten in 10 Zimmern umgebaut und im November 1954 eröffnet worden. Das Haus wurde noch bis 1994 – zuletzt seit Oktober 1991 als Seniorenheim – betrieben. Danach diente es unterschiedlichen Zwecken, zuletzt bis Ende 2016 als Stadtbibliothek. Ein Teil der einstigen Nebengebäude (ehemalige Stallungen) verfiel und wurde abgetragen, die Scheune wurde noch verschiedentlich, u. a. von der kommunalen Stadtwirtschaft (Bauhof) genutzt. Dort befindet sich seit 2002 das Burgmuseum Plau. Die Sanierung des Hauptgebäudes zum „Haus des Gastes“ begann 2017 und wurde 2019 zum Abschluss gebracht. Neben der Stadtinformation ist auch die Bibliothek wieder in das Gebäude eingezogen. Die Gestaltung der Außenanlagen wird bis 2022 fortgesetzt.
Der Burgturm ist im Zuge von aufkommender „Burgenromantik“ nach einem größeren Mauerausbruch 1869 instand gesetzt worden. Dabei ist der obere Mauerkranz mit Zinnen neu aufgeführt worden. Jedoch führte zunehmende Verwitterung, hauptsächlich durch Frostschäden, zu weiterem Verfall. 1905 brach wiederum ein großes Stück Mauerwerk heraus. Anfang der 1920er Jahre entschied man sich dazu, ein Kegeldach aufzusetzen, das dem Turm sein heutiges Aussehen gibt. Anlässlich der Feiern zur 750-Jahr-Feier der Stadt wurden 1985 weitere Instandsetzungen durchgeführt und das 11 Meter tiefe Verlies von Schutt beräumt. Seitdem ist der Burgturm museal genutzt und wie das Museum von Gründonnerstag bis Ende Oktober täglich von 10:00 bis 17:00 Uhr für Besucher zugänglich.